# Franz Seraph Cramer
Pour les articles homonymes, voir Cramer.
Franz Seraph Cramer, né le 14 février 1783 à Munich dans l'Électorat de Bavière et mort le 25 août 1835 à Munich dans le Royaume de Bavière, est un compositeur et flûtiste allemand du début de la période romantique.
Il ne doit pas être confondu avec son cousin, le compositeur britannique d'origine allemande Franz Cramer, né à Schwetzingen en 1772 et mort à Londres en 1848,.

## Biographie

### Origine
Franz Seraph Cramer est né le 14 février 1783 à Munich : son père Johann Cramer (1749-1824) était timbalier et copiste à la cour de Munich,,,. 
Il est le neveu du compositeur Wilhelm Cramer, le cousin de Johann Baptist Cramer et de Franz Cramer et le frère du violoniste Gerhard Cramer (1784–1829),,.

### Formation et carrière
Dès l'âge de 6 ans, Cramer commence à étudier le piano et, à 7 ans, il a fait tellement de progrès qu'il est en état de jouer au concert des amateurs avec succès. Son professeur de clavier est Eberle et, par la suite, son oncle maternel Gerhard Rudolph Dimler (1761-1816), musicien de l'électeur de Bavière, lui donne des leçons de flûte,. 
Ayant montré de grandes dispositions pour la composition par de jolies variations de piano qu'il écrivit à l'âge de 15 ans, son père lui fait suivre des cours de composition auprès de Joseph Graetz, maître de piano de la cour et, peut-être, de Peter von Winter,,,.
En 1795, Cramer devient flûtiste de l'orchestre de la cour de Munich (Münchner Hofkapelle),,. 
En 1809, il épouse la soprano Sophie Klotz (1779-1863),.
De 1817 à 1835, Cramer est professeur de musique à Munich.
Franz Seraph Cramer meurt le 25 août 1835 à Munich,,, qui est alors devenue la capitale du Royaume de Bavière.

## Œuvre
Selon François-Joseph Fétis (Biographie universelle des musiciens, deuxième édition, tome deuxième, 1861), Franz Cramer a écrit plusieurs concertos pour divers instruments, des airs variés, des rondos, etc.,. Il a composé au moins trois compositions concertantes pour le clarinettiste Heinrich Baermann.
Cramer a composé plusieurs opéras :
- Das Lustspiel im Lustspiel (La Comédie dans la comédie) (5 mai 1812, Munich) ;
- Hidalan der Harfner (Hidallan la harpiste), opéra en 2 actes (4 mai 1813, Munich) ;
- Die Verbannten (Les Exilés), Singspiel en 2 parties (13 octobre 1815, Munich) ;
- Die Mäntel (Les Manteaux) (mars 1827, Munich) ;
- Der ewige Jude (Le Juif éternel) (12 août 1827, Munich).

On connaît également de lui quelques autres compositions qu'on a quelquefois attribué à son cousin de Londres,. 
Cramer a également publié quelques recueils de chansons allemandes avec accompagnement de piano,. 

## Enregistrement
- 1987 : Romantische Konzertstücke für zwei Klarinetten, Bassethorn und Orchester, œuvres de Carl Baermann, Franz Cramer et Felix Mendelssohn, par Dieter Klöcker et Waldemar Wandel (clarinettes), avec le Sinfonieorchester des Südwestfunk, dir. Arturo Tamayo (Koch Schwann Musica Mundi 311 158 G1)